# Nana Aleksandria
Nana Aleksandria, gruz. ნანა ალექსანდრია (ur. 13 października 1949 w Poti) – gruzińska szachistka i sędzia klasy międzynarodowej (International Arbiter od 1995), dwukrotna wicemistrzyni świata, arcymistrzyni od 1976 roku.

## Kariera szachowa
Mając zaledwie 15 lat po raz pierwszy wystąpiła w mistrzostwach Związku Radzieckiego, zajmując w Tbilisi VI miejsce. Dwa lata później, w roku 1966, zdobyła pierwszy tytuł mistrzyni ZSRR. Kolejne złote medale wywalczyła w latach 1968 i 1969. Od początku lat 70. do końca 80. była stałą uczestniczką rozgrywek o mistrzostwo świata. Pierwszy sukces odniosła w roku 1971 w Ochrydzie, zwyciężając w turnieju międzystrefowym i zdobywając awans do meczów pretendentek. W I rundzie pokonała Milunkę Lazarević, ale w finale tego cyklu uległa Ałłie Kusznir. W kolejnym turnieju międzystrefowym, rozegranym w roku 1973 na Minorce, podzieliła II-V miejsce, ale w dogrywce zajęła I miejsce i ponownie awansowała do meczów pretendentek, w których kolejno pokonała Martę Lityńską i Irinę Lewitinę. Dzięki tym zwycięstwom zdobyła prawo do gry w meczu o mistrzostwo świata przeciwko Nonie Gaprindaszwili. W rozegranym w roku 1975 w Tbilisi spotkaniu uległa jednak 3½ – 8½. W następnym cyklu rozgrywek o mistrzostwo świata, przegrała w roku 1977 w I rundzie meczów pretendentek z Mają Cziburdanidze. W roku 1979 zajęła III miejsce w kolejnym turnieju międzystrefowym w Rio de Janeiro, a następnie w meczach pokonała w Jelenę Achmyłowską, Martę Lityńską oraz Nanę Ioseliani i po raz drugi w swojej karierze zdobyła prawo do gry o tytuł mistrzyni świata. Rozegrany w roku 1981 w Bordżomi mecz z Mają Cziburdanidze zakończył się remisem 8 – 8, który zgodnie z regulaminem zapewnił tytuł mistrzyni świata Cziburdanidze. W kolejnym cyklu w półfinałowym meczu pretendentek przegrała w roku 1983 z Iriną Lewitiną. W roku 1985 zwyciężyła w turnieju międzystrefowym w Hawanie, a w turnieju pretendentek w Malmö zajęła II miejsce (za Jeleną Achmyłowską), co wówczas odpowiadało trzeciej lokacie na świecie. W kolejnym turnieju pretendentek w Ckaltubo (w roku 1988) zajęła V miejsce. Po raz ostatni w turnieju międzystrefowym wystąpiła w roku 1990, zajmując w Kuala Lumpur X miejsce.
W latach 1969–1986 sześciokrotnie wystąpiła na olimpiadach szachowych, łącznie zdobywając 10 złotych medali (6 wraz z drużyną oraz 4 indywidualnie). W trakcie swojej kariery odniosła również wiele zwycięstw w międzynarodowych turniejach, m.in. w Belgradzie (1969 i 1979), Wijk aan Zee (1970 i 1977), Vrnjačkiej Banji (1970), Nowym Sadzie (1979) oraz Biel (1986).
W styczniu 1983 r. dzieliła 1-4. miejsce (wspólnie z Mają Cziburdanidze, Noną Gaprindaszwili i Pią Cramling) na oficjalnej liście światowej Międzynarodowej Federacji Szachowej. Najwyższy ranking w karierze osiągnęła 1 stycznia 1988 r., z wynikiem 2415 punktów dzieliła wówczas 7-8. miejsce (wspólnie z Martą Lityńską) na światowej liście FIDE.